# Maiky Fecunda
Maiky Fecunda (nacido el 4 de agosto de 1995) es un futbolista internacional de Curazao y se desempeña en el terreno de juego como delantero; su actual equipo es el Helmond Sport de la Segunda División del fútbol neerlandés.

## Trayectoria
| Club          | País         | Año           |
| ------------- | ------------ | ------------- |
| VVV-Venlo     | Países Bajos | 2013-2014     |
| Helmond Sport | Países Bajos | 2014-presente |

## Carrera internacional
En septiembre de 2014 Fecunda es llamado por primera vez a la selección mayor de Curazao para disputar las eliminatorias rumbo a la Copa Oro.